# Campigneulles-les-Petites
Campigneulles-les-Petites é uma comuna francesa na região administrativa de Altos da França, no departamento de Pas-de-Calais. Estende-se por uma área de 6,19 km². Em 2010 a comuna tinha 579 habitantes (densidade: 93,5 hab./km²).